# Jugend komponiert (Deutschland)
Der Bundeswettbewerb Jugend komponiert ist die höchste Auszeichnung für junge Komponierende in Deutschland.

## Über den Wettbewerb
Teilnehmen können junge Komponierende im Alter zwischen 12 und 22 Jahren. Die Preisträger erhalten ein Stipendium zur Teilnahme an den Kompositionswerkstätten auf Schloss Weikersheim. Unter der Leitung erfahrener Dozenten können sie dort ihre künstlerischen Arbeiten reflektieren, Werke anderer junger und etablierter Komponisten kennenlernen, sich mit Gleichgesinnten über ihre eigene Musik austauschen und so wertvolle Impulse für ihr weiteres kompositorisches Schaffen gewinnen. Stipendiaten des Deutschen Musikwettbewerbs vom Deutschen Musikrat studieren die prämierten Kompositionen der Werkkategorien 1 und 2 ein, spielen sie im Laufe der Kompositionswerkstatt zusammen mit Tonmeister Piotr Furmanczyk in einer hochwertigen Aufnahme auf CD ein und führen sie auf dem Abschlusskonzert der jeweiligen Kompositionswerkstatt auf. Des Weiteren stehen die Musiker für Fragen zu Instrumenten und erweiterten Spieltechniken zur Verfügung.
Die junge Komponierenden, in deren eingereichten Stücken die Jury ein deutliches Potenzial erkennt, werden in die Kompositionswerkstatt der Förderpreisträger eingeladen, wo sie ebenfalls konkrete Anregungen erhalten, die sie ermutigen sollen, Zutrauen zu ihrer Kreativität zu fassen und ihre eigenen musikalischen Gedanken weiterzuentwickeln. Auch hier stehen die jungen Musiker des Deutschen Musikrats GmbH zur Verfügung, gibt es eine (Ur-)Aufführung und eine CD-Produktion.
Für die Einreichung und Beurteilung der Werke werden die folgenden drei Altersgruppen klassifiziert:
- Altersgruppe I: 12–13 Jahre
- Altersgruppe II: 14–16 Jahre
- Altersgruppe III: 17–22 Jahre

Der Bundespreis wird nur in den Altersgruppen II und III vergeben. Der Förderpreis ist die höchstmögliche Auszeichnung in der Altersgruppe I.

## Preisträger

### Bundespreisträger 2024
Quelle
Altersgruppe I
Altersgruppe II
- Zeki Cavkaytar (Berlin) [Werkkategorie 3]
- Alexander Polinskiy (Aumühle, Schleswig-Holstein) [Werkkategorie 3]
- Nelson Zhang (Stuttgart, Baden-Württemberg) [Werkkategorie 3]

Altersgruppe III
- Florian Albrecht (Buchholz, Niedersachsen) [Werkkategorie 1]
- Annabel Blaschke (Regensburg, Bayern) [Werkkategorie 3]
- Tjarbe Björkson (Wunstorf, Niedersachsen) [Werkkategorie 1]
- Johannes Max Eichberg (Magdeburg, Sachsen-Anhalt) [Werkkategorie 3]
- Ben Falkenroth-Steinbach (Köln, Nordrhein-Westfalen) [Werkkategorie 1]
- Gabriel Frisch (Hannover, Niedersachsen) [Werkkategorie 1]
- Sidney Hoppe (Sickte, Niedersachsen) [Werkkategorie 2]
- Tao Karst (Röpzig, Sachsen-Anhalt) [Werkkategorie 1]
- Johann Jakob Rahmstorf (Hamburg) [Werkkategorie 1]
- Jakob Riecke (Göppingen, Baden-Württemberg) [Werkkategorie 3]
- Luca Spatz (Friedberg, Bayern) [Werkkategorie 3]
- Sebastian Zaczek (Hamburg) [Werkkategorie 1]

#### Förderpreisträger
Altersgruppe I
- Oscar Benjamin Hollmer (Köln, Nordrhein-Westfalen) [Werkkategorie 3]
- Domenik Reiß (Bad Schönborn, Baden-Württemberg) [Werkkategorie 3]
- Raphael Schöne (München, Bayern) [Werkkategorie 2]

Altersgruppe II
- Arthur Johann Fiedler (Wiesbaden, Hessen) [Werkkategorie 1]
- Moritz Franziskus Hoffmeyer (Bad Mergentheim, Baden-Württemberg) [Werkkategorie 3]
- Juhyouk Lee (München, Bayern) [Werkkategorie 2]
- Viktor Stocker (Vlasim, Tschechien) [Werkkategorie 1]

Altersgruppe III
- Raphaelle Aoun (Berlin) [Werkkategorie 2]
- Felix Gerstner (Hattersheim am Main, Hessen) [Werkkategorie 1]
- Jakob Hilpert (Bonn, Nordrhein-Westfalen) [Werkkategorie 1]
- August Christian Hübner (Herrnburg, Mecklenburg-Vorpommern) [Werkkategorie 1]
- Denys Kyrylov (Berlin) [Werkkategorie 1]
- Florian Münze (Hamburg) [Werkkategorie 3]
- Lars Magnus Maximilian Tschiedel (Bad Aibling, Bayern) [Werkkategorie 3]
- Ksawery Wdowik (Kelkheim, Hessen) [Werkkategorie 1]

### Bundespreisträger 2023
Quelle
Altersgruppe I
Altersgruppe II
- Viktor Seifert (Edinburgh, Schottland) [Werkkategorie 1]

Altersgruppe III
- Florian Albrecht (Buchholz, Niedersachsen) [Werkkategorie 1]
- Julian Emanuel Becker (Hannover, Niedersachsen) [Werkkategorie 3]
- Tjarbe Björkson (Wunstorf, Niedersachsen) [Werkkategorie 1]
- Christian Brandenburger (Sankt Augustin, Nordrhein-Westfalen) [Werkkategorie 3]
- Merlin Jonathan Fischer (Freiburg, Baden-Württemberg) [Werkkategorie 1]
- Gabriel Frisch (Hannover, Niedersachsen) [Werkkategorie 1]
- Ferdinand Heuberger (Stuttgart, Baden-Württemberg) [Werkkategorie 3]
- August Hübner (Herrnburg, Mecklenburg-Vorpommern) [Werkkategorie 3]
- Tao Karst (Röpzig, Sachsen-Anhalt) [Werkkategorie 1]
- Manuel Lipstein (Frankfurt a. M., Hessen) [Werkkategorie 3]
- Luca Spatz (Friedberg, Bayern) [Werkkategorie 3]
- Sebastian Zaczek (Hamburg) [Werkkategorie 1]

#### Förderpreisträger
Altersgruppe I
- Enea Marco Bulgarelli (Berlin) [Werkkategorie 3]
- Jakob Hefer (Köln, Nordrhein-Westfalen) [Werkkategorie 1]
- Alexander Polinskiy (Aumühle, Schleswig-Holstein) [Werkkategorie 3]
- Viktor Stocker (Vlasim, Tschechien) [Werkkategorie 1]
- Felix Truckenbrodt (Weilheim, Bayern) [Werkkategorie 3]

Altersgruppe II
- Annabel Blaschke (Regensburg, Bayern) [Werkkategorie 1]
- Jannis L. Bluum (Weimar, Thüringen) [Werkkategorie 3]
- Anton Groninger (Aachen, Nordrhein-Westfalen) [Werkkategorie 3]
- Béla Noll (Geroldshausen, Bayern) [Werkkategorie 3]
- Anna-Tessa Timmer (Berlin) [Werkkategorie 2]
- Danilo Von Wrochem-Prelevic (Hannover, Niedersachsen) [Werkkategorie 3]

Altersgruppe III
- Alan Coates (Groß-Zimmern, Hessen) [Werkkategorie 1]
- Jonah Ferdinand (Untershausen, Rheinland-Pfalz) [Werkkategorie 1]
- Anna Leonie Pohl (Bremen) [Werkkategorie 3]
- Johann Jakob Rahmstorf (Hamburg) [Werkkategorie 3]
- Adrian Schmitt-Degenhardt (Mistelbach, Bayern) [Werkkategorie 1]

### Bundespreisträger 2022
Quelle
Altersgruppe I
Altersgruppe II
- Julian Emanuel Becker (Hannover, Niedersachsen) [Werkkategorie 2]
- Maximilian Leicher (München, Bayern) [Werkkategorie 1]
- Viktor Seifert (Edinburgh, Schottland) [Werkkategorie 2]
- Johannes Wiedenhofer (Langenbach, Bayern) [Werkkategorie 3]

Altersgruppe III
- Mattia Aisemberg (Berlin) [Werkkategorie 1]
- Said Azh (Musberg, Baden-Württemberg) [Werkkategorie 1]
- Damian Heinrich Otto Bahrke (Dresden, Sachsen) [Werkkategorie 3]
- Tjarbe Björkson (Wunstorf, Niedersachsen) [Werkkategorie 1]
- Christian Brandenburger (Sankt Augustin, Nordrhein-Westfalen) [Werkkategorie 1]
- Ferdinand Heuberger (Darmstadt, Hessen) [Werkkategorie 3]
- Nikolaus Knop (Köln, Nordrhein-Westfalen) [Werkkategorie 1]
- Marlene Krause (Dinkelsbühl, Bayern) [Werkkategorie 3]
- Manuel Lipstein (Leverkusen, Nordrhein-Westfalen) [Werkkategorie 3]
- Lukas Mertin (Berlin) [Werkkategorie 3]
- Daniel Satanovski (Darmstadt, Hessen) [Werkkategorie 3]
- Johann Simon (Potsdam, Brandenburg) [Werkkategorie 3]
- Julius von Lorentz (Biberach, Baden-Württemberg) [Werkkategorie 1]